# Mike Hawthorn
John Michael Hawthorn (ur. 10 kwietnia 1929 w Mexborough, zm. 22 stycznia 1959) – brytyjski kierowca wyścigowy; mistrz Formuły 1 z sezonu 1958 oraz zwycięzca wyścigu 24h Le Mans w 1955 roku.

## Życiorys
11 czerwca 1955 roku podczas wyścigu 24h Le Mans miał miejsce tragiczny wypadek – podczas dojeżdżania do prostej start-meta, rywalizujący o zwycięstwo dla Brytyjskiego Jaguara Hawthorn wyprzedzał dużo wolniejszego od siebie Lance'a Macklina w Austinie-Healey'u 100. Zaraz po wyprzedzeniu, Hawthorn jednak zahamował, by zjechać na dotankowanie pojazdu – a przez nowe, tarczowe hamulce, wyścigowy Jaguar D-Type szybko stracił prędkość, zmuszając do gwałtownej reakcji Macklina. Austin-Healey odbił na lewo – i tym samym zajechał drogę jadącemu z dużą (około 275 km/h) prędkością Pierre'owi Leveghowi w słynnym Mercedesie 300 SLR. Ten dosłownie "odleciał", wpadając wprost w gęsto obsadzone trybuny i zapalając się wskutek wybuchu paliwa oraz stopów magnezu użytych do stworzenia super-lekkiej konstrukcji. Według oficjalnych danych, zginęło wtedy 86 kibiców oraz sam Levegh – wiele osób badających to wydarzenie otwarcie jednak mówi, iż liczba ta mogła wynieść nawet 120 ofiar. Po wyścigu, przez długi czas Hawthorn (oraz cały zespół Jaguara) był oskarżany o spowodowanie tego wypadku – w praktyce sprawa przycichła po tragicznej śmierci Hawthorna w 1959 roku.
W 1958 Mike zdobył tytuł mistrzowski w Formule 1. Pomimo wygrania tylko jednego wyścigu (przy czterech Stirlinga Mossa) wyprzedził swojego najgroźniejszego rywala o jeden punkt. Hawthorn skorzystał z dżentelmeńskiego czynu Mossa, kiedy podczas Grand Prix Portugalii Mike wbrew regulaminowi pchał swój samochód i został za to zdyskwalifikowany, Stirling wstawił się za nim i Hawthorn utrzymał drugie miejsce. Wyścig wcześniej (Grand Prix Niemiec) Brytyjczyk musiał przeżyć śmierć swojego serdecznego kolegi – Petera Collinsa. Tuż po zdobyciu tytułu Mike ogłosił wycofanie się z Formuły 1.
22 stycznia 1959 Hawthorn zginął w wypadku samochodowym na obwodnicy Guildford. Do dziś nie są do końca znane przyczyny zdarzenia – wiadomo, iż pogoda w tamtym miejscu była wtedy bardzo zła, co w połączeniu z impulsywnością Brytyjczyka mogło być powodem wypadku.